# Plácido Hernández Fuentes
Plácido Hernández Fuentes (4 de noviembre de 1948 - 7 de enero de 2015) fue un escritor cubano nacido en Sagua La Grande, provincia de Villa Clara (zona central de Cuba), fallecido en la ciudad de Miami (Florida).

## Biografía
En 1958, con solo diez años de edad, es enviado a alfabetizar a los campesinos y haitianos del área de la Sierra del Escambray, lugar poblado de guerrillas y en extremo peligroso para un niño. 
Posteriormente inició sus estudios de bachillerato, pero fue llamado a participar en el Servicio Militar Obligatorio, instaurado por el gobierno de Fidel Castro. 
Estudió Licenciatura en Literatura Hispanoamericana en la Universidad de La Habana, en 1980. 
Participó como jurado de los premios David, UNEAC, Caracol (Cine, Radio y TV), y otros.
Trabajó como escritor en Radio Progreso y Radio Liberación (1969-1995). También fue guionista, director y productor de programas dramáticos, musicales y variados en la televisión cubana. Recibió la medalla Distinción de la Cultura Nacional (Cuba), en 1997.
De 1994 a 1999 fue escritor y periodista Independiente de la Agencia Cuba Press, una de las más antiguas creadas dentro de la Disidencia Cubana, fundada por Raúl Rivero.
En 1998, obligado por las hostigaciones y la violencia con la que es tratado por parte de la policía y otras instancias del gobierno comunista, abandona el país en un barco pequeño y en malas condiciones. Tras ser hundido en alta mar, termina en la Base Naval de Guantánamo, donde permanece retenido por dos años, siendo finalmente reubicado en Bolivia. De 2006 a 2015 residió en Miami, donde falleció.
Su labor periodística abarcó revistas y periódicos de Cuba (Casa de las Américas, revista Bohemia), Estados Unidos (El Nuevo Herald, Diario Las Américas, Cuba Free Press, CubaNet, Radio y Televisión Martí), Latinoamérica (El Mercurio, de Chile, Excélsior, México; y Europa. 
Sus libros se publicaron en varios idiomas. Sus cuentos aparecieron en diversas antologías en Cuba, Estados Unidos y varios países de América Latina y Europa. 

## Premios
- David, UNEAC, 1971.
- Raúl Gómez García, 1977.
- Casa de las Américas, 1981.
- UNEAC de Cuentos, 1985.
- Caracol, 1980-1990 (10 consecutive years),

## Obras
- Relatos de amor y odio.

- El hombre que vino con la lluvia.
- El hombre del 3-B.[4]
- Casa de locos.
- Tierrasanta.